# Matt Peters

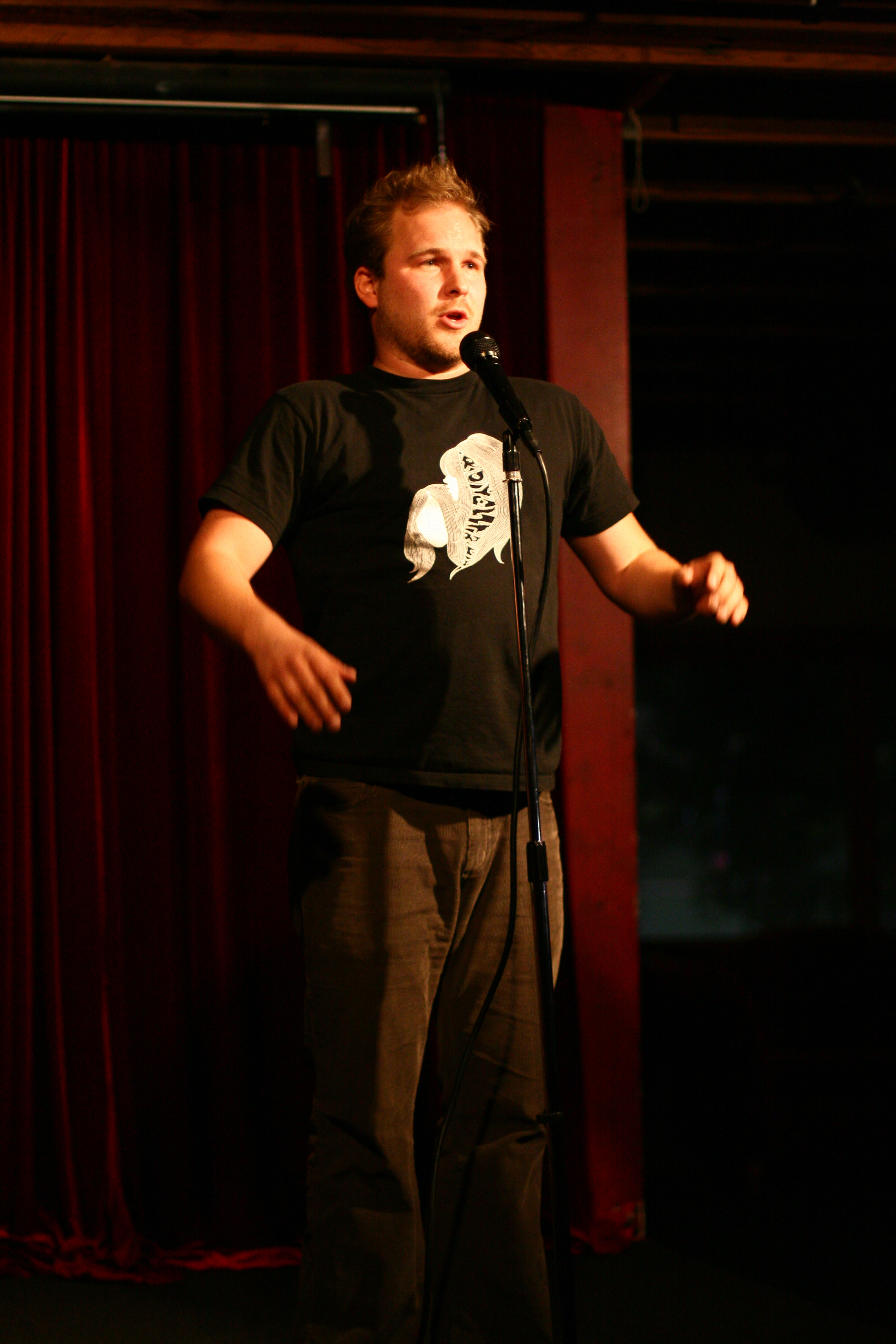
Matt Peters (2007)

Matt Peters ist ein US-amerikanischer Schauspieler, vor allem bekannt durch seine Rolle als Joel Luschek in Orange Is the New Black bekannt wurde.

## Leben
Matt Peters wurde einem breiteren Publikum erstmals 2009 bekannt, mit seiner Rolle als Gayle in der US-amerikanischen Drama-Serie Weeds – Kleine Deals unter Nachbarn.
Neben seiner Hauptrolle als Joel Luschek in Orange Is the New Black hatte Matt Peters einige Gastauftritte, unter anderem in der CBS Serie Rush Hour und in der Sitcom Superstore.
Seit 2012 ist er mit Susan Burke verheiratet und gemeinsam haben sie einen Sohn.

## Filmografie (Auswahl)
- 2003: La primavera
- 2009: The Lone Wolf
- 2009–2010: Weeds – Kleine Deals unter Nachbarn
- 2013–2019: Orange Is the New Black
- 2019: American Princess
- 2020: Die Goldbergs
- 2020: Teenage Bounty Hunters